# Francisco Huerta Montalvo
Francisco Norberto Huerta Montalvo (Guayaquil, 18 de junio de 1940-Guayaquil, 2 de julio de 2022) fue un médico, político y periodista ecuatoriano. Ejerció como Alcalde de Guayaquil en 1970; ministro de Salud Pública entre 1982 a 1983, y de Gobierno, en 2000; embajador de Ecuador en Venezuela entre 1988 y 1992. También se desempeñó como editorialista y subdirector del diario Expreso.

## Biografía
Nació el 18 de junio de 1940 en Guayaquil, provincia del Guayas, hijo del arqueólogo Francisco Huerta Rendón y de Mercedes Montalvo. Tuvo como tío al también político Raúl Clemente Huerta. 
Realizó sus estudios superiores en la Universidad de Guayaquil, donde obtuvo el título de médico cirujano. Durante sus años universitarios inició su vida política como dirigente estudiantil. Debido a su participación activa como cabeza de varias marchas estudiantiles, recibió el apodo de «hippie Huerta».

### Carrera política
Fue elegido alcalde de Guayaquil en 1970 por el Partido Liberal Radical Ecuatoriano, pero fue destituido el mismo año cuando el presidente José María Velasco Ibarra se declaró dictador, hecho que provocó que Huerta huyera a Costa Rica. Luego de regresar, durante la dictadura del general Guillermo Rodríguez Lara, fue apresado y obligado a permanecer tres meses en un destacamento militar de la provincia de Pastaza acusado de haber organizado protestas estudiantiles en contra de la dictadura.
Durante la antesala de las elecciones presidenciales de 1979 rechazó la propuesta de ser el binomio del político conservador Sixto Durán Ballén como parte del llamado «Frente Nacional Constitucionalista», formado para hacerle frente a la posible candidatura del político populista Assad Bucaram. Luego de que el Partido Liberal Radical Ecuatoriano se separara del «Frente Nacional Constitucionalista», Huerta fue seleccionado como el candidato del partido a la presidencia debido a que su tío, el político Raúl Clemente Huerta, desistió de participar alegando problemas de salud de su esposa. Sin embargo, en marzo de 1978 el diario guayaquileño El Telégrafo reveló que un instituto de investigación encabezado por Huerta habría firmado recientemente un contrato con el Estado, lo que estaba prohibido en las leyes electorales. El Tribunal Supremo Electoral decidió descalificarlo por este motivo, por lo que Raúl Clemente Huerta tuvo que tomar su lugar como candidato del partido.
En 1982 fue nombrado Ministro de Salud Pública por el presidente Osvaldo Hurtado Larrea, quien asumió la presidencia luego de la muerte del presidente Jaime Roldós Aguilera.
Poco antes se había separado del Partido Liberal Radical Ecuatoriano para fundar el Partido Demócrata, con el que participó en las elecciones presidenciales de 1984 y rondó el tercer lugar en las encuestas previas a la votación, detrás del conservador León Febres-Cordero Ribadeneyra y del socialdemócrata Rodrigo Borja Cevallos.
En 1988 fue nombrado embajador de Ecuador ante Venezuela, cargo que ocupó hasta 1992.
En las elecciones presidenciales de 1996 fue el binomio del candidato Ricardo Noboa por la alianza entre el Partido Liberal Radical Ecuatoriano y el Frente Radical Alfarista.
Luego de la caída del presidente Jamil Mahuad, en enero de 2000, fue nombrado Ministro de Gobierno por su sucesor, Gustavo Noboa. Al asumir el cargo aseveró que los militares involucrados en el golpe de Estado serían juzgados. Sin embargo, renunció al cargo en abril del mismo año luego de fallar en su intento por llegar a acuerdos con los líderes de las manifestaciones indígenas que llevaban meses asolando el país.

### Vida posterior
En 2008 encabezó la Comisión de Transparencia y Verdad, creada por el gobierno ecuatoriano para investigar los hechos detrás de la Operación Fénix, también conocida como bombardeo de Angostura.
Falleció en la madrugada del 2 de julio de 2022, a consecuencia de un infarto agudo de miocardio.

## Homenajes y distinciones

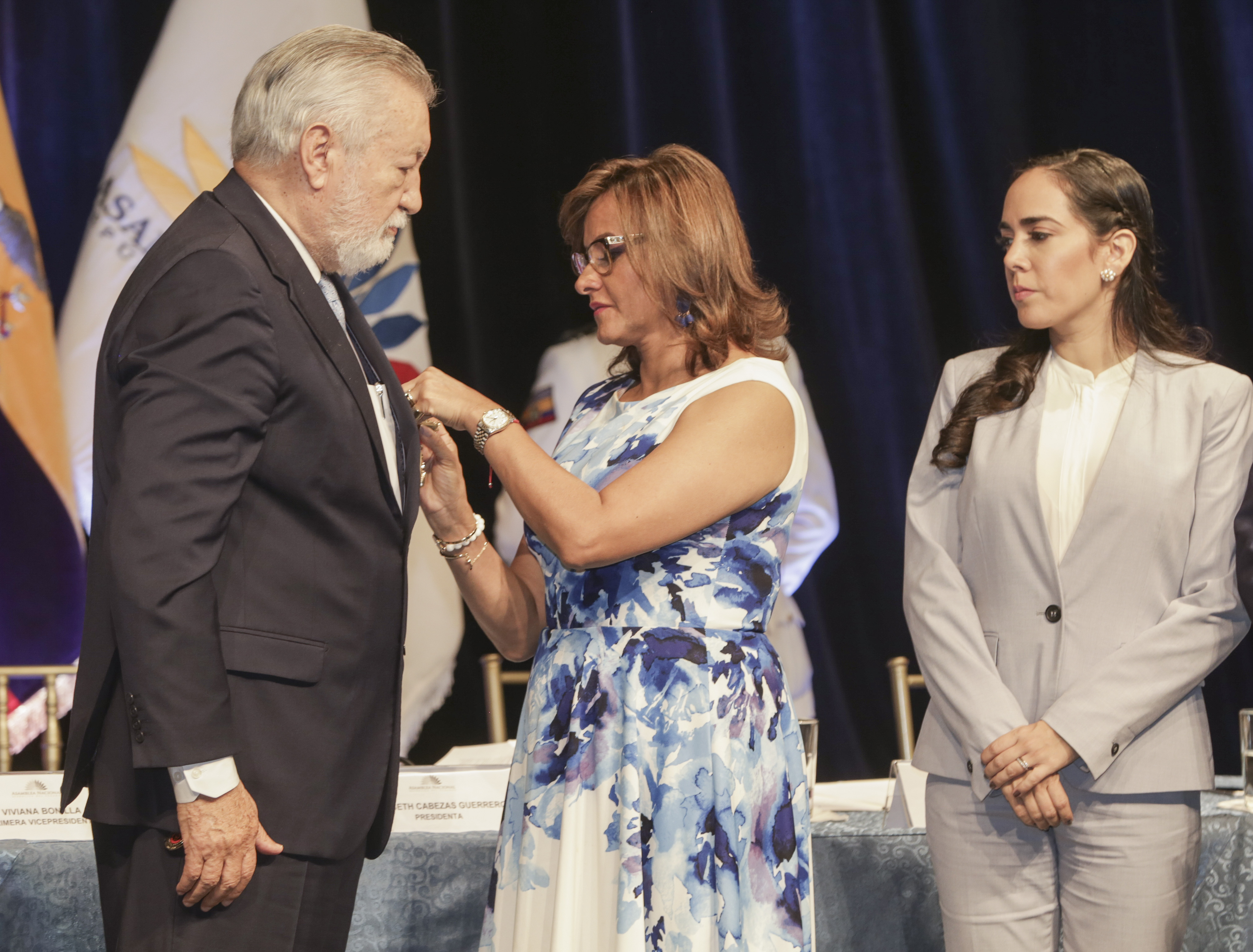
Huerta siendo condecorado (9 de octubre de 2018).

- El 9 de octubre de 2018, en sesión celebrada en Guayaquil, la Asamblea Nacional del Ecuador le otorgó la condecoración “Dr. Vicente Rocafuerte, a los méritos social y político”,  por “una carrera de servicio y auténtico compromiso con las causas sociales”.[24][25]
- El 16 de julio de 2021, el presidente Guillermo Lasso lo condecoró con la Orden Nacional de San Lorenzo, en el grado de Gran Cruz.[26][27]